# ラチャウィティ通り
座標: 北緯13度46分25.3秒 東経100度31分7.6秒 / 北緯13.773694度 東経100.518778度

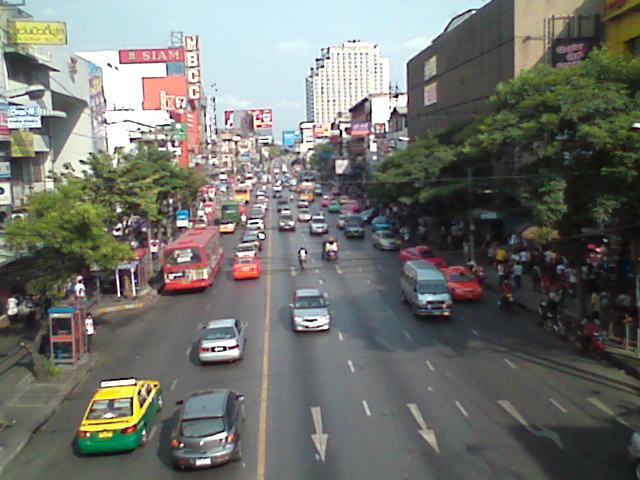
ラチャウィティ通り

ラチャウィティ通り (ラチャウィティどおり、Thanon Ratchawithi) は、タイのバンコクを走る道路。
起点はラーチャテーウィー区のディンデン通りとラチャプラロップ通りが交わるサムリアン・ディンデンの交差点。そこから北西に進み、戦勝記念塔を通過し、ドゥシット区を通り過ぎ、クルントン橋でチャオプラヤー川を渡り、終点のバーンプラット区のバーンプラット交差点に至る。

## 接続する主な道路
- ラチャプラロップ通り
- ディンデン通り
- パホンヨーティン通り
- パヤータイ通り

## 接続する駅・路線
- アヌサーワリーチャイサモーラプーム駅（バンコク・スカイトレインスクムウィット線）

## 周辺にある施設
- 戦勝記念塔
- チットラダー宮殿
- ドゥシット動物園